# Hakgyo 2017
Hakgyo 2017 (학교 2017?, 學校 2017LR; lett. "Scuola 2017"), anche nota con il titolo internazionale School 2017, è una serie televisiva sudcoreana trasmessa su KBS2 dal 17 luglio al 5 settembre 2017, settimo capitolo del franchise Hakgyo.

## Trama
Ra Eun-ho è una diciottenne allegra e generosa che ambisce a diventare un'autrice di webtoon: quando però viene accusata di essere lo Studente X, un misterioso piantagrane nella scuola che frequenta, deve affrontare il rischio dell'espulsione, che le impedirebbe di studiare arte all'università e realizzare il suo sogno.

## Personaggi e interpreti
- Hyun Tae-woon/Studente X, interpretato da Kim Jung-hyun
- Ra Eun-ho, interpretata da Kim Se-jeong
- Song Dae-hwi, interpretato da Jang Dong-yoon
- Shim Kang-myung, interpretato da Han Joo-wan
- Han Soo-ji, interpretata da Han Sun-hwa

## Produzione
Il ruolo della protagonista era stato inizialmente offerto a Kim Yoo-jung dopo il successo di Gureumi geurin dalbit, ma l'ha rifiutato.